# Cryptosporidium parvum
Cryptosporidium parvum je jedním z několika druhů organismů, které způsobují kryptosporidiózu, tedy parazitární onemocnění střevního traktu savců včetně člověka. Spolu s ním způsobuje lidskou kryptosporidiózu i druh C. hominis, nicméně onemocnění vyvolané C. parvum jsou závažnější z důvodu jeho zoonotické povahy.
Životní cyklus C. parvum je obdobný jako u dalších druhů rodu Cryptosporidium. C. parvum je obligátní intracelulární patogen. Přísně vzato jedná se o intracelulárně-extracytoplasmatický patogen. Tato jeho vlastnost může odpovídat za rezistenci vůči léčivům, která jsou normálně účinná proti podobným parazitům (jako jsou zástupci rodů Plasmodium, Toxoplasma nebo Babesia), které jsou sice také intracelulární, ale zároveň intracytopasmatické.
C. parvum má jednohostitelský životní cyklus a asexuální i sexuální množení probíhá ve střevě infikovaného hostitele. Pro životní cyklus C. parvum je sexuální rozmnožování velmi důležité, jeho narušení vede ke snížení infekce, což může mít důsledky pro léčbu a prevenci infekce. Odolné cysty parazita se přenáší kontaminovanou vodou nebo potravinami.
Primárními příznaky infekce C. parvum jsou akutní, vodnaté a nekrvavé průjmy. Infekce C. parvum je obzvláště nebezpečná u imunodeficientních pacientů, u kterých může průjem dosáhnout i 10–15 l denně a vede k těžké dehydrataci. Jiné příznaky mohou zahrnovat anorexii, nevolnost/zvracení a bolest břicha. Mimo střeva může parazit zasáhnout i plíce, játra a žlučník, kde může způsobit respirační kryptosporidózu, hepatitidu a cholecystitidu. [zdroj?] Infekce je způsobena vysporulovanými oocystami přenášenými fekálně-orální cestou. U zdravých lidských hostitelů je střední infekční dávka 132 oocyst. Sporozoiti a merozoiti C. parvum se přednostně vyvíjí v apikální části ilálních enterocytů, kde způsobují patologii pozorovanou při onemocnění.  
U imunokompetentních lidí je infekce obecně "pouze" omezující - způsobuje akutní průjmy a to zejména u dětí. U imunokompromitovaných pacientů, jako jsou pacienti s AIDS nebo pacienti podstupující imunosupresivní terapii, však může tato infekce vést až k úplné dehydrataci a ve vážných případech dokonce k smrti. Kryptosoridióza je častou příčinou úmrtí pacientů s AIDS nebo jinou imunosupresivní poruchou. Pokud tito lidé mají průjmové onemocnění, měli by být na přítomnost tohoto parazita vždy testováni.
Kryptosporidie jsou jednou z hlavních příčin způsobující akutní i chronická průjmová onemocnění po celém světě. Nejčastěji se vyskytují v rozvojových zemích, ale přetrvávají i v industrializovaných státech.

## Životní cyklus

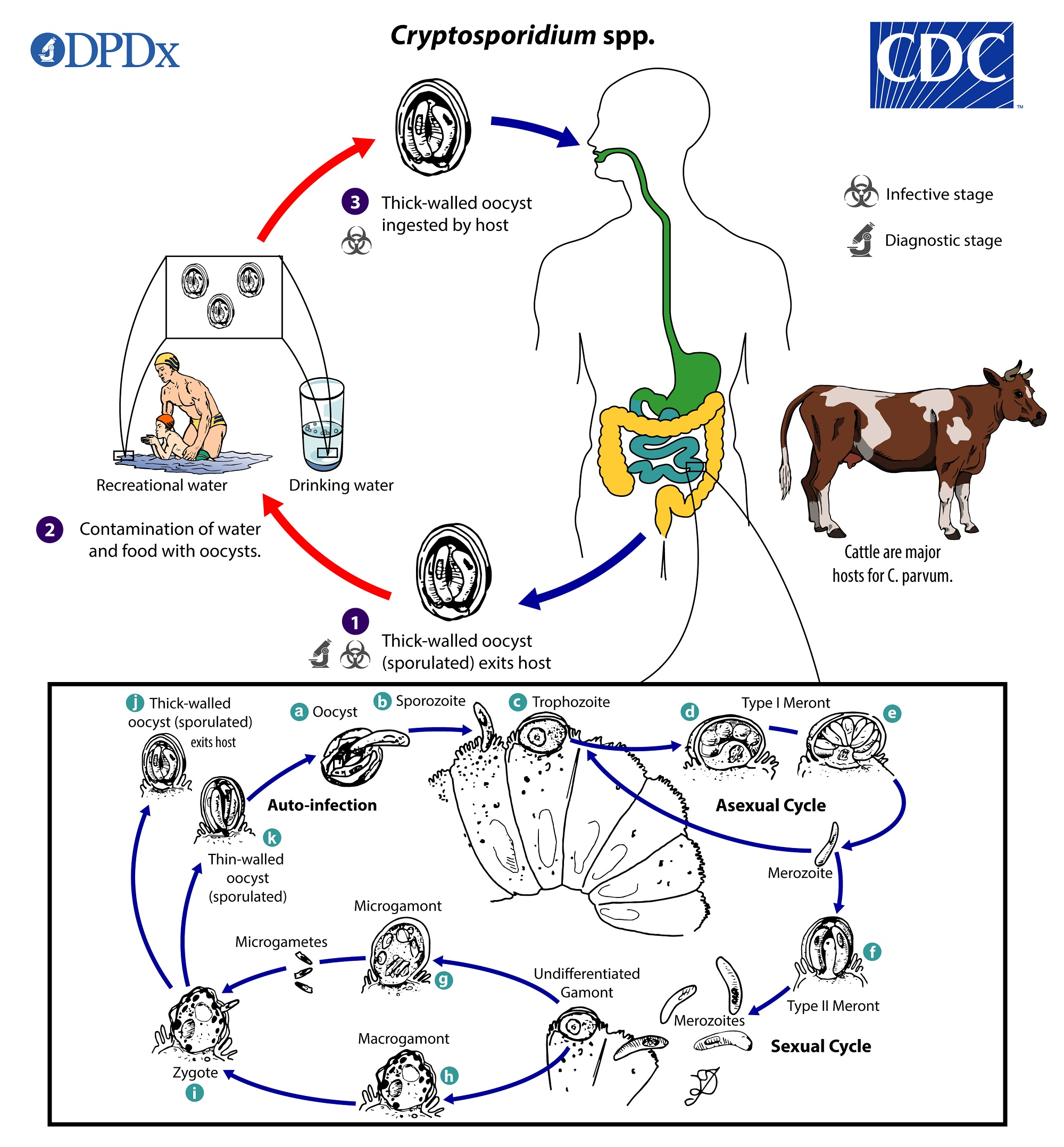
Životní cyklus kryptosporidií.

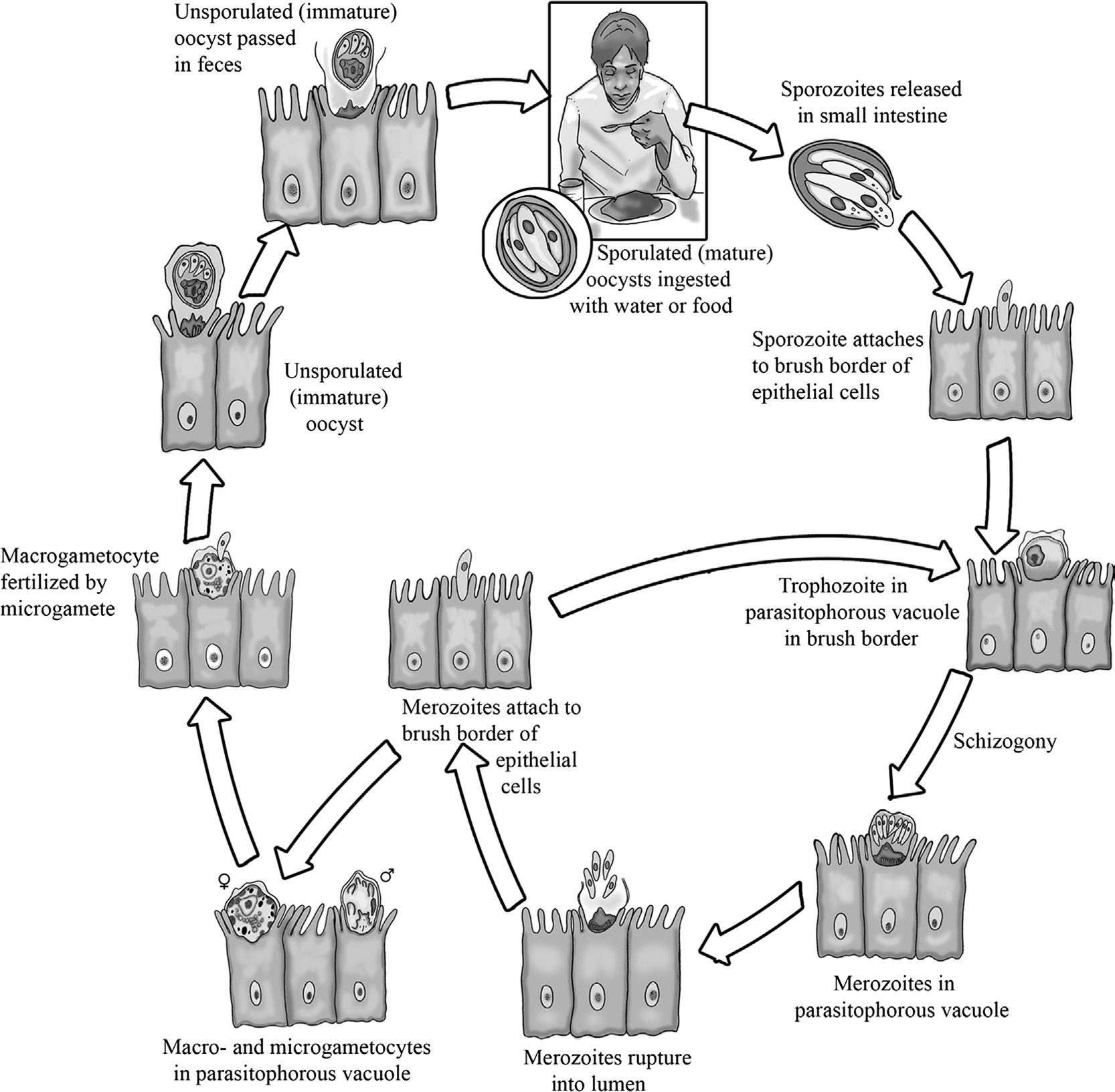
Životní cyklus C. parvum.

Životní cyklus C. parvum je jednohostitelský a převážně zoonotický, nicméně může být i antroponický (viz ilustrace Životní cyklus kryptosporídií a Životní cyklus C. parvum).
C. parvum tvoří oválné oocysty o velikosti 4-5 μm, které obsahují 4 sporozoity. Ocysty jsou vyloučené z hostitele spolu se stolicí, ale mohou být vyloučeny i jinými cestami, například respirační sekrecí. K přenosu na nového hostitele dochází při vypití/pozření kontaminované vody nebo potravin. Nejčastějším hostitelem bývá dobytek (zvláště citlivá jsou např. telata, ale i ovce), ale může se jím stát i člověk u něhož pak způsobuje onemocnění kryptosporidiózu.
Když se oosysty dostanou do těla správného hostitele dojde k uvolnění (excystaci) sporozoitů a k následné parazitaci na epitelových buňkách gastrointestinálního traktu (případně respiračního traktu). Sporozoiti se zachytí na řasinkovité straně epitelových buněk, kde vytvoří parazitoforní vakuolu. Sporozoiti C. parvum jsou obklopeni membránou hostitelské buňky, ale nenachází se přímo v její cytoplasmě, jedná se tedy o intracelulárně extracytoplasmatického parazita. Výskyt v takovémto místě umožňuje C. parvum vyhnout se imunitnímu dohledu (tedy útokům) hostitele. Zároveň to může způsobovat resistenci vůči léčivům, která jsou proti jiným podobným intracelulárním (ale i intracytoplasmatickým) parazitům účinná. Předpokládá se, že léčiva, která se běžně užívají proti intracelulárním patogenům nemusí být schopná u kryptosporidií překonat tuto jejich jedinečnou membránu, která odděluje extracytoplasmaticky lokalizovaného parazita od hostitelské cytoplasmy.
Poté, co se sporozoit uzavře v epiteliálních buňkách trávicího traktu v parazitoforní vakuole, přemění se na trofozoita. Následně dochází k asexuálnímu množení (schizogonii/merogonii) – vzniká 8 merozoitů první generace. Ti jsou uvolněni z infikované buňky do lumenu. Uvolnění merozoité se přichytí k další neinfikované epiteliární buňce. Poté se změní opět v trofozoita, který podstoupí další schizogonii za vzniku druhé generace čtyř merozoitů, kteří obsadí povrch dalších neinfikovaných buněk. Merozoité druhé generace se diferencují na microgamety (samčí) a macrogamety (samičí). V hostitelských buňkách pak dochází k oplodnění macrogamet microgametami. Vzniklé zygoty se změní v oocysty, ty se vyvíjejí a sporulují v hostiteli. Ze zygot vznikají dva typy oocyst: tenkostěnné a tlustostěnné. Tlustostěnné oocysty jsou velmi odolné. Jsou vyloučeny z hostitele do vnějšího prostředí, jsou infekční a čekají na pozření dalším hostitelem. Tenkostěnné oocysty podstupují interní autoinfektivní cyklus (nejsou vyloučeny z hostitele).

## Fáze oocysty
Oocysty C. parvum jsou velmi malé a odolné, což může způsobit velké problémy při snaze o kontrolu a šíření parazita. Oocysty jsou odolné vůči různým faktorům prostředí: přečkají teploty až −22 °C po dlouhou dobu, což znamená, že fekální kontaminace je možná i po hlubokém zmrazení. Oocysty mohou také tolerovat různé změny pH, které se vyskytují v některých procesech úpravy vody, a je proto potřeba věnovat zvýšenou pozornost technologiím úpravy vody, aby se zabránilo možnosti infekce. Vyloučené oocysty ve stolici jsou již infekční a v případě kontaminace mají možnost ihned nakazit nového hostitele.

## Genom
Genom C. parvum (sekvencovaný v roce 2004) má relativně malou velikost a jednoduchou organizaci; jeho 9,1 Mb se skládá z osmi chromozomů v rozsahu od 1,04 do 1,5 Mb. Genom je velmi kompaktní a C. parvum je jedním z mála organismů bez transponovatelných prvků. Na rozdíl od jiných zástupců skupina apikomplexa nemá C. parvum v plastidech (resp. apicoplast zcela chybí) ani mitochondriích žádné geny.

## Důležité proteinyC. parvuma cíle léčiv

### Povrchové glykoproteiny
C. parvum má četné povrchové glykoproteiny, o nichž se předpokládá, že hrají roli v patogenezi. Imunodominantní protein > 900 kDa, známý jako GP900, se lokalizuje na apikální konec sporozoitů a v mikronémech merozoitů. Jeho vysoká molekulární hmotnost je pravděpodobně způsobena posttranslační glykosylací. Struktura GP900 je skutečně podobná struktuře skupiny glykoproteinů známých jako mucíny. Předpokládá se, že GP900 zprostředkovává připoutání k hostitelským buňkám a následnou invazi. GP900 u C. parvum může hrát také roli v ochraně před proteolýzou četnými proteázami nacházejících se v savčím střevě.
Hyperimunní séra a protilátky zaměřené na specifické epitopy na proteinu GP900 in vitro inhibují invazi sporozoitů C. parvum do monovrstev MDCK buněk. Navíc, konkurenční inhibice používající nativních nebo vyčištěných fragmentů GP900 snižuje buněčnou invazi.
Další experimenty potvrdily důležitost glykosylací podobných mucinu. Lektiny zaměřené na uhlovodíkové skupiny GP900 (alfa-N-galaktosamin) byly schopny blokovat adhezi a zabránit invazi C. parvum.
Glykoproteiny C. parvum mají vlastnosti atraktivních kandidátů na vakcíny. Mnoho z nich je imunodominantních a protilátky proti vybraným doménám blokují invazi hostitelských buněk.

## Detekce
Oocysty C. parvum jsou velmi obtížně detekovatelné; kvůli jejich malé velikosti je obtížné je detekovat (pozorovat) ve vzorcích stolice. Kromě optické mikroskopie se používá i ELISA, která detekuje přítomnost parazita přímo ve stolici; sérologická ELISA nedokáže rozlišit mezi minulými a současnými infekcemi. C. parvum je považováno za nejdůležitější vodou přenosný patogen ve vyspělých zemích. Tento prvok způsobil největší nákazu vyvolanou vodou přenosnými chorobami, jaká kdy byla ve Spojených státech zaznamenána, a v roce 1993 nakazil v Milwaukee ve Wisconsinu 403 000 lidí.
C. parvum je odolný vůči všem praktickým úrovním chlorace a dokáže přežít 24 hodin při 1000 mg/l volného chloru.

## Prevence
Nejúčinnějším způsobem, jak šíření C. parvum zastavit, je zabránit kontaktu s kontaminovanými výkaly. Vyhnout se kontaktu s výkaly je důležité zejména u malých dětí, protože u nich je pravděpodobnější, že se parazit dostane do kontaktu s ústy, čímž si parazita přenesou do těla. Hygiena je nejúčinnějším způsobem boje proti nakažení se tímto parazitem. Kdo navštíví prostory, kde by mohl přijít do styku se zvířaty postiženými tímto parazitem (např. farmy, zoologické zahrady), měl by výrazně dbát na hygienu, především si pečlivě mýt ruce.
Oocysty kryptosporidii lze usmrtit vařením kontaminované vody či jídla.

## Léčba
Léčba gastrointestinální infekce u člověka zahrnuje především doplňování (rehydrataci) tekutin, náhradu elektrolytů a tlumení případné bolesti. Od ledna 2015 je nitazoxanid jediným léčivem schváleným pro léčbu kryptosporidiózy u imunokompetentních hostitelů. Paromomycin může zmírnit některé z průjmových příznaků a je registrován ve Velké Británii u mladých telat (Parofor Crypto, Huvepharma). Pokračující antiretrovirová léčiva pro infekci HIV pro posílení imunitního systému mohou infekci také zvládnout.